# Феттис
Феттис (нем. Vättis) — населённый пункт в Швейцарии, в кантоне Санкт-Галлен. 
Входит в состав округа Зарганзерланд. Население составляет 440 человек (на 2006 год). Официальный код — 3294.

## Фотографии

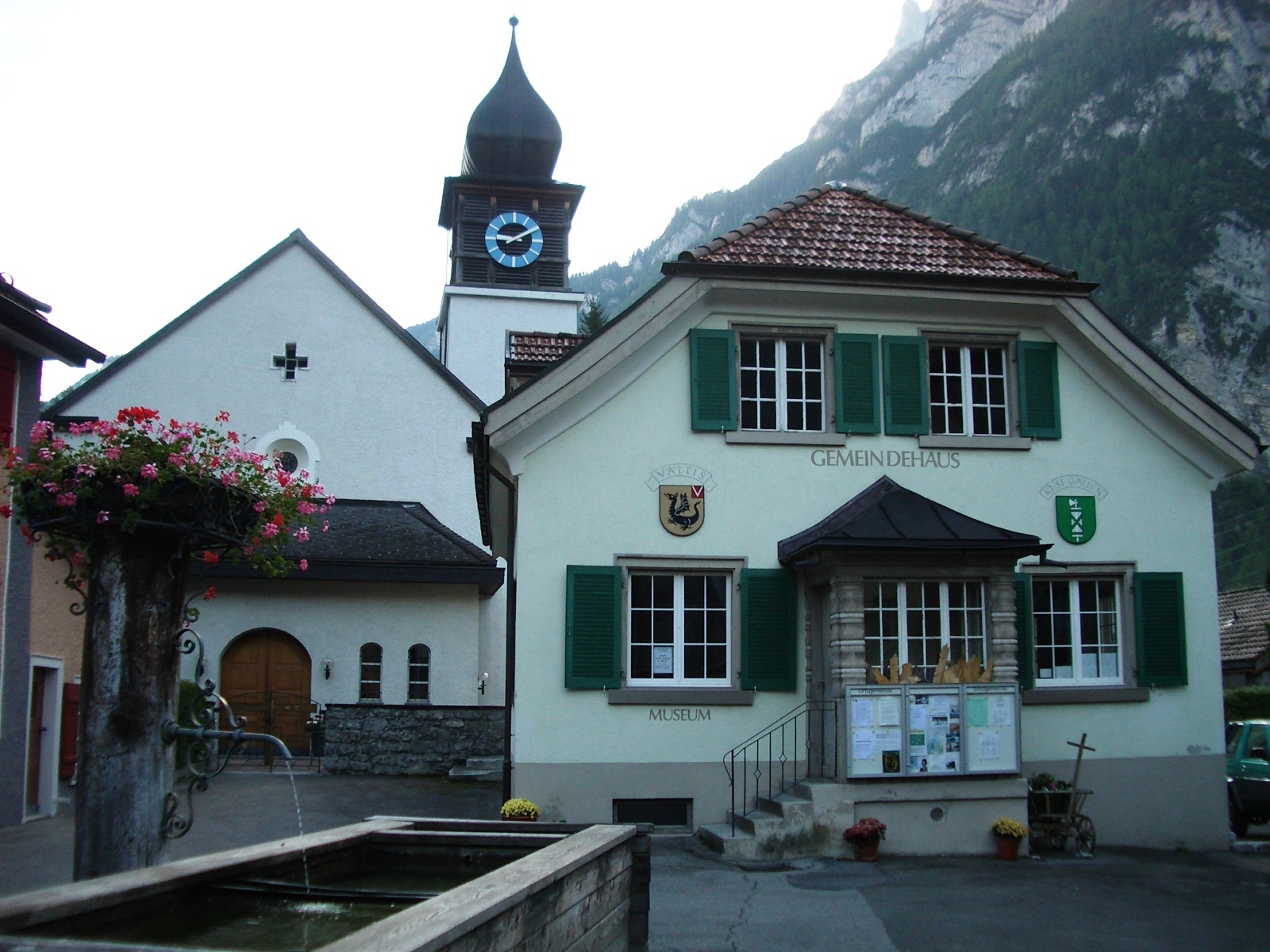
Церковь
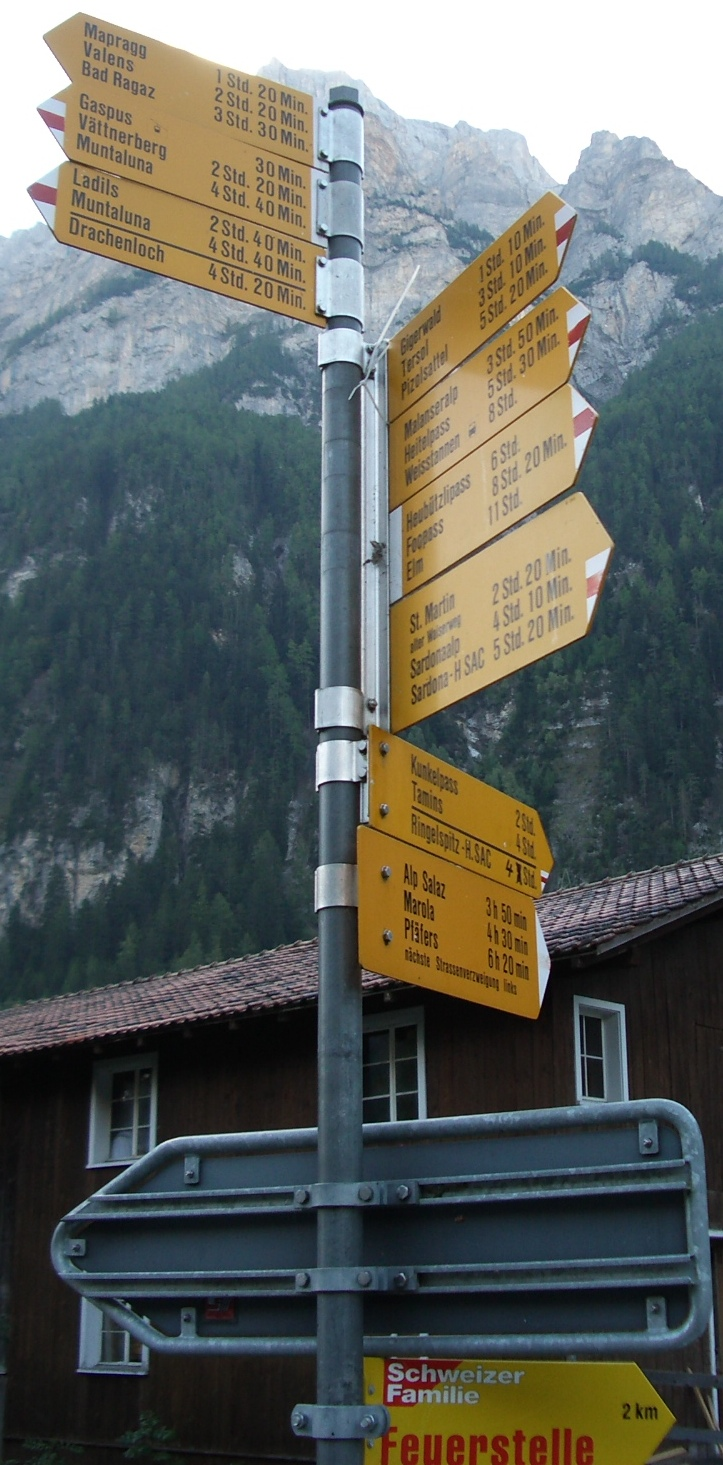